# Benjamin Edelin
Benjamin Edelin (Saint-Lô, 23 februari 1993) is een Frans baanwielrenner, gespecialiseerd in de sprintonderdelen, de sprint, teamsprint, keirin en 1km tijdrit. Hij won de teamsprint tijdens de Wereldkampioenschappen baanwielrennen voor junioren in 2010. In 2017 won hij samen met Sebastien Vigier en Quentin Lafargue de teamsprint op de Europese kampioenschappen baanwielrennen.

## Belangrijkste uitslagen
| Jaar     | FK                   | EK                       | WK                       | Overige  |
| Junioren | Junioren             | Junioren                 | Junioren                 | Junioren |
| -------- | -------------------- | ------------------------ | ------------------------ | -------- |
| 2010     |                      | keirin · teamsprint      | teamsprint               |          |
| 2011     |                      | 1km tijdrit · teamsprint | 1km tijdrit · teamsprint |          |
| Belofte  |                      |                          |                          |          |
| 2013     |                      | keirin                   |                          |          |
| Elite    |                      |                          |                          |          |
| 2014     | keirin               |                          |                          |          |
| 2015     | keirn · 1km tijdrit  |                          |                          |          |
| 2016     | 1km tijdrit · keirin |                          |                          |          |
| 2017     | keirin · sprint      | teamsprint               | teamsprint               |          |
| 2018     |                      |                          |                          |          |
| 2019     |                      |                          |                          |          |
| 2020     |                      |                          |                          |          |